# 大高良薑
大高良薑（學名：Alpinia galanga），別稱高良姜、大良姜、南姜、 山姜、廉姜、良姜、良姜子、紅豆蔻、紅豆扣、紅扣、紅蔻、番鬱金、諾卡及郭哈等 ，在粤菜烹饪的专业术语中称潮汕姜 ，為薑科山薑屬植物。

## 分佈
本種原產於中國南部、馬來西亞、菲律賓、印尼爪哇及加里曼丹島，現分布于中國大陆、台灣、越南、菲律賓、泰國、緬甸、柬埔寨、老撾 、馬來西亞、新加坡、印尼加里曼丹島、印度及孟加拉等亚洲地区，以及南美洲的蘇里南等地。中國國內分於廣西、海南、廣東、香港、雲南及四川等地。常生於海拔100－1300米之陰濕草叢、灌木叢及林下，本種為人工引種栽培種。

## 形態特徵

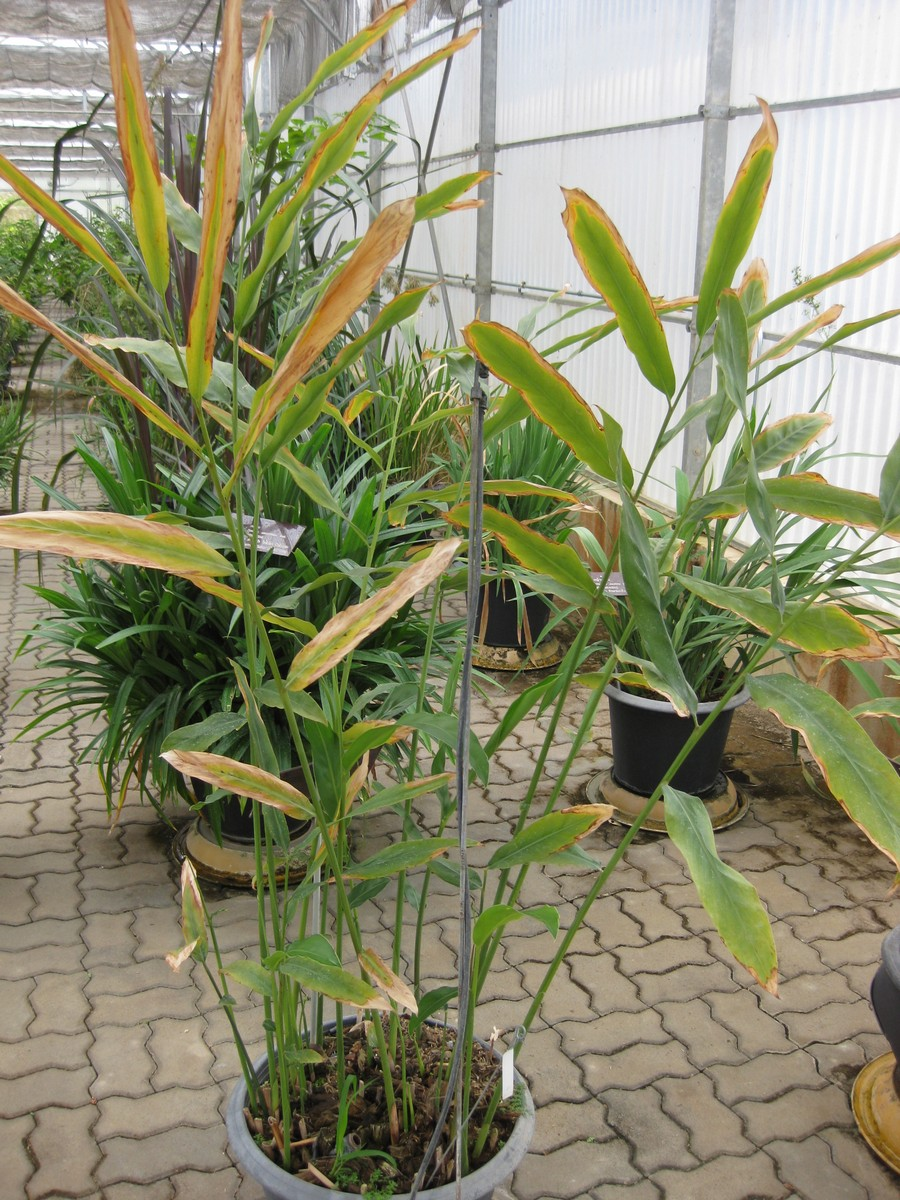
一株大高良薑

大高良薑是一種多年生叢生草本植物，叢生狀，植株高約1.5－2米。根狀莖淡棕紅色，塊狀，具節，稍帶辛辣味，莖桿蘆葦狀。

### 葉
葉為長圓形、長圓狀披針形或披針形，2列，先端短尖或漸尖，基部漸狹，葉背披長柔毛或兩面無毛，葉緣白色披絨毛，乾時褐色，長約20－50厘米，寬約5－10厘米；葉柄短，披柔毛，長約5－10毫米；葉舌近圓形，披柔毛，長約4－6毫米。

### 花

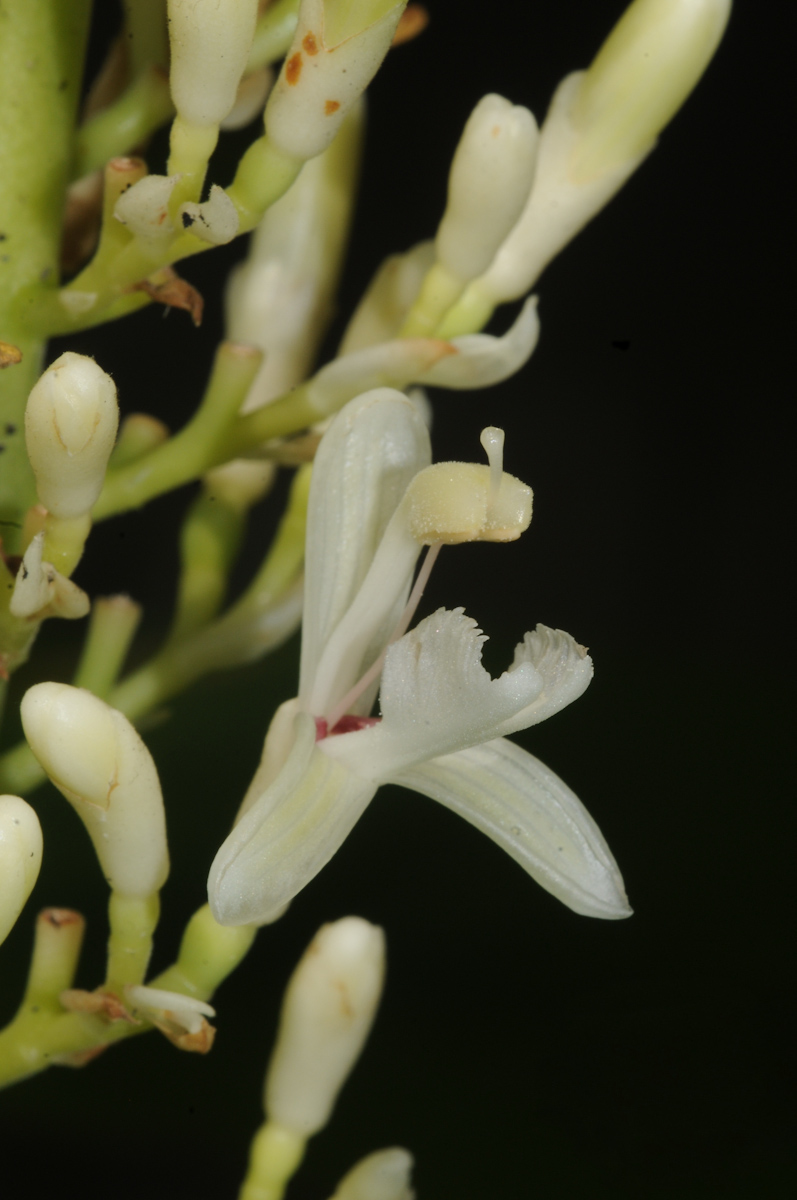
花

花為綠白或淡白色，清香，多花散生排列成圓錐花序，頂生，直立，長約20－35厘米；花序軸密披短柔毛；分枝多而短，有時披毛，分枝長約2－5厘米；每分枝上有花3－6枚；花梗長約4－10毫米；總苞片條狀披針形，無毛或披毛；小苞片披針形或長圓狀披針形，膜質，與苞片遲落，長約4－8毫米；花萼筒狀，果時宿存，長約6－12毫米；花冠冠筒略長於花萼管，長約6－12毫米；花冠側裂片長圓形，長約1.2－1.8厘米；後方裂片較大；唇瓣倒卵狀匙形，由頂端2深裂至近瓣柄處，基部收窄成長柄狀，白色帶紅色線條，全緣或具圓齒狀齒，長可達1.8－2厘米，寬約5－7毫米；退化雄蕊長於唇瓣的基部兩側，淡紫色，呈細齒狀至線形，長約2－10毫米；子房下位，無毛；花柱柱頭膨大；花絲長約1厘米；花藥2藥室，長約5－8毫米。

### 果
果為蒴果，長圓形，中部稍收縮，表面平滑或略有皺縮，質薄，白色的管狀花萼宿存，成熟時橙紅或棗紅色，不開裂，易破碎，內含種子3－6顆，果長約1－1.5厘米，直徑約8厘米。

## 用途

### 食用与调味

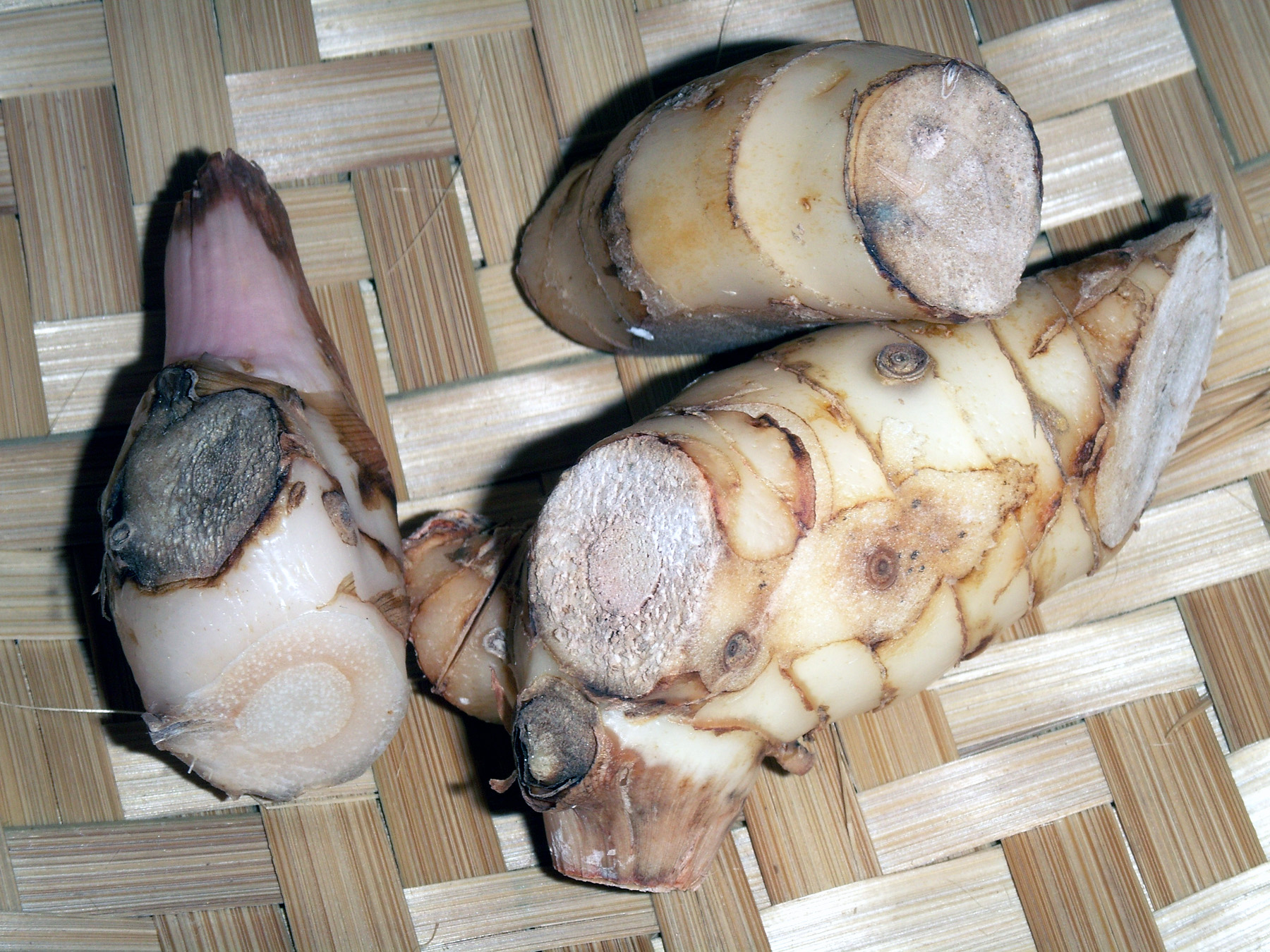
根狀莖

大高良薑的根狀莖可以食用，花及幼莖还可生食。根块茎常作調味料；粤菜中，常以其为“料头”（炝锅起香）。
因为大高良姜（茎）质地坚韧，纤维木质化明显，使用时往往要将其捣碎。大高良姜（茎）加盐用石臼锤成细末，称“南姜麸”，可晒成干品，但是即锤鲜用的味道最为浓郁辛香。大高良姜还是潮汕人炖肉汤时加入的汤底料。
捣碎的大高良姜还可供醃製桃李等水果，台南特色小吃番茄切盤中亦加入大高良薑的細末。

### 香料
從大高良姜根狀莖中可以提煉出名為愛曼利精的精油，可作香料之用。

### 醫用

#### 根莖
本種以乾燥根莖入藥，中藥名為高良薑、良薑，味辛，性溫，為中醫臨床用藥，歸類為散寒藥、溫胃藥及行氣止痛藥，具散寒、溫胃、行氣止痛等功效，主治吐瀉及胃脘冷痛等。

#### 果實
本種以乾燥成熟果實入藥，中藥名為紅豆蔻，藥材主產於廣西、海南、廣東、雲南及四川等省區，味辛，性溫，歸脾、肺經，中醫歸類為溫裡藥及清熱燥濕藥，具燥濕散寒、溫胃、醒脾消食、行氣止痛等功效，主治吐瀉、胃脘冷痛、食積腹脹、噎膈反胃等，陰虛有熱者禁服。
中藥紅豆蔻以大高良薑的成熟果實入藥，於秋季果實成熟變紅時採收，清除雜質後陰乾；本品呈長球形，中部稍收縮，表面紅棕色或暗紅色，略為皺縮，長約0.7－1.2厘米 ，直徑約5－7毫米；先端殘留黃白色的管狀宿萼，基部具果梗痕；果皮薄，易破碎； 3室，每室含2枚種子；種子黑棕色或紅棕色，呈扁圓形或三角狀多面體形，表面披黃白色的膜質假種皮，胚乳灰白色；氣香，味辛辣；傳統經驗則認為以粒大飽滿、外表紅棕色、不破碎、氣香、味辛辣者為佳。

## 延伸阅读
[在维基数据编辑]
 《欽定古今圖書集成·博物彙編·草木典·廉薑部》，出自陈梦雷《古今圖書集成》

## 外部連結
- . 台灣植物資訊整合查詢系統，植物數位標本.   [January 4, 2012]. （原始内容存档于2016-03-05）.
- （简体中文）. 中國自然標本館 物種相冊.   [January 4, 2012]. （原始内容存档于2011-11-18）.
- （简体中文）. 植物通.   [January 4, 2012]. （原始内容存档于2020-09-15）.
- . 特有生物研究保育中心，台灣野生植物資料庫.   [January 8, 2012]. （原始内容存档于2020-09-15）.
- 大高良薑 Dagaoliangjiang （页面存档备份，存于） 藥用植物圖像數據庫 (香港浸會大學中醫藥學院) （中文）（英文）
- 紅豆蔻 中藥材圖像數據庫  (香港浸會大學中醫藥學院) （中文）（英文）
- 紅豆蔻 Hong Dou Kou （页面存档备份，存于） 中藥標本數據庫 (香港浸會大學中醫藥學院) （繁體中文）（英文）

 维基共享资源上的相關多媒體資源：大高良薑
 維基物種上的相關：大高良薑